# Рокасикура
Рокасикура (итал. Roccasicura) је насеље у Италији у округу Изернија, региону Молизе.
Према процени из 2011. у насељу је живело 531 становника. Насеље се налази на надморској висини од 726 м.

## Становништво
| 1931. | 1936. | 1951. | 1961. | 1971. | 1981. | 1991. | 2001. | 2011. |
| ----- | ----- | ----- | ----- | ----- | ----- | ----- | ----- | ----- |
| 1.152 | 1.134 | 1.188 | 1.111 | 981   | 765   | 699   | 627   | 559   |